# Willem van Nieulandt (II)
Willem (of Guiliam) van Nieulant of van Nieuwelandt (Antwerpen 1584 – Amsterdam 1635) was een Vlaamse barokschilder, tekenaar, graveur en schrijver uit Antwerpen die zowel in de zuidelijke als de noordelijke Nederlanden actief was.  Hij staat bekend om zijn Italianiserende landschapsschilderijen en prenten, vaak van gezichten op de gebieden rond Rome met eigentijdse figuren en bijbelse of mythologische scènes.  Hij kreeg erkenning voor zijn Nederlandstalige poëzie en toneelstukken.

## Leven
Hij werd geboren in Antwerpen in 1582 of 1584 als zoon van Adriaen van Nieulandt de oudere (overleden 1603) en Geertruyd Loyson (overleden ca. 1627). Zijn vader was een pennenverkoper evenals zijn grootvader die bovendien meester was van het Sint Lucasgilde van Antwerpen in 1573. Tot zijn familie behoorden een aantal kunstenaars waaronder zijn oom Willem van Nieuwelandt I (of 'de oudere') die schilder en tekenaar was en in Rome werkte. Zijn jongere broer Adriaen van Nieulandt de jongere (geboren in 1586 in Antwerpen) werd decoratieschilder van interieurs, prentkunstenaar, kunsthandelaar, taxateur, schilder en tekenaar en was voornamelijk actief in Amsterdam.

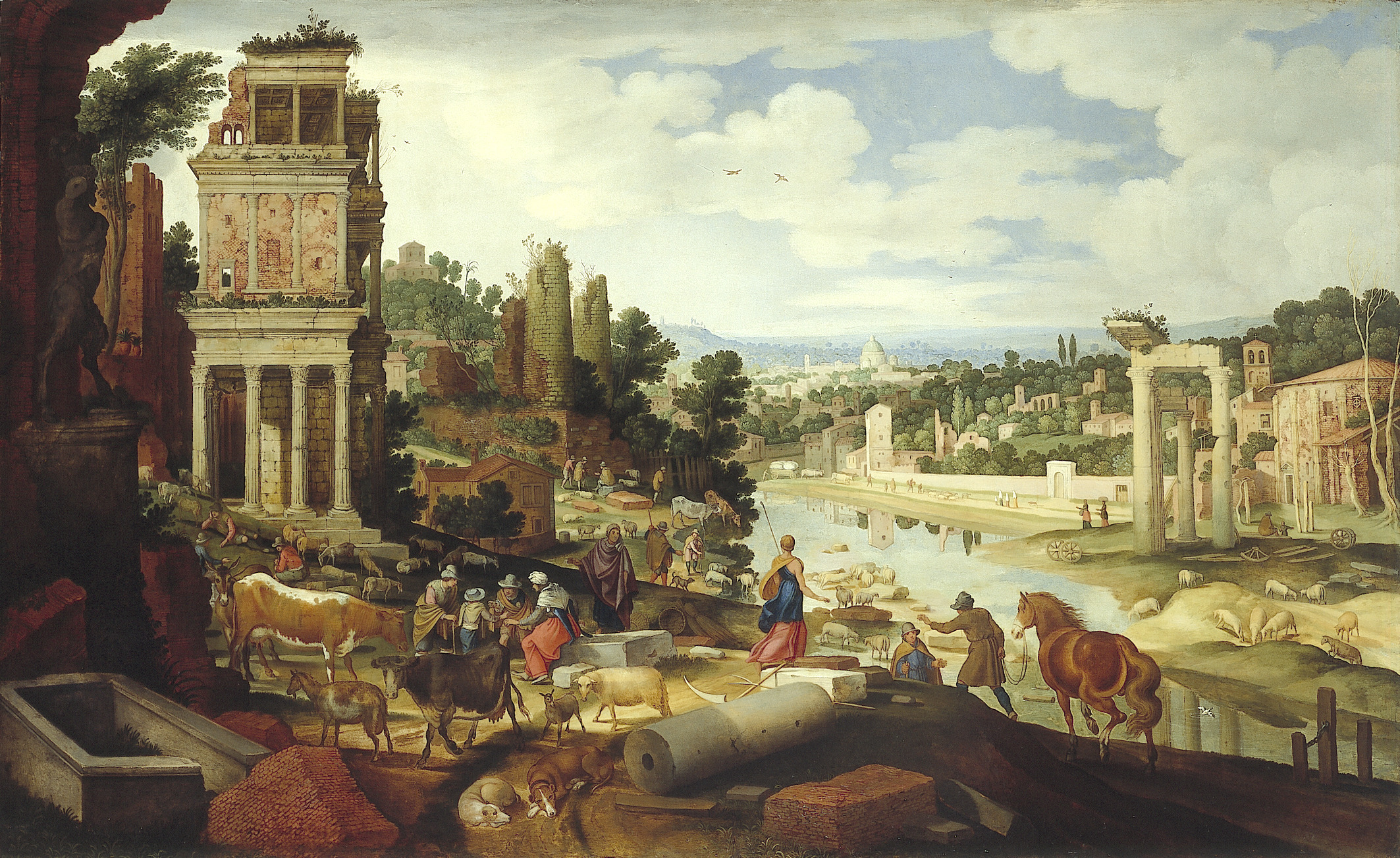
Romeinse capriccio met het Septizodium, de Tombe van Porsenna en de Tempel van Vesta

De familie van Nielandt verhuisde in 1589 naar Amsterdam, na de Val van Antwerpen, waarschijnlijk omdat ze protestants waren. Een andere broer, Jacob van Nieulandt, werd in 1593/94 geboren in Amsterdam, waar hij kunsthandelaar, schilder, herbergier en tekenaar werd.
Willem II leerde het vak bij Jacob Savery in Amsterdam. In 1601 ging hij naar Rome waar hij woonde en werkte bij zijn oom Willem (I) en in 1604 ook in het atelier van Paul Bril. Hierop keerde hij terug naar Amsterdam, waar hij in 1606 in het huwelijk trad met Anna Hustaert. In datzelfde jaar verhuisde het echtpaar naar Antwerpen, waar Willem lid werd van het plaatselijke Sint-Lucasgilde.
In 1629 ging hij terug naar Amsterdam. Een van zijn kinderen, dochter Constantia, trouwde met de kunstschilder Adriaen van Utrecht. In 1635 publiceerde hij in zijn hoedanigheid als schrijver een treurspel. Op 24 oktober van dat jaar maakte hij zijn testament op. Hij overleed kort daarop.